# Alise-Sainte-Reine
Alise-Sainte-Reine ist eine französische Gemeinde mit 568 Einwohnern (Stand 1. Januar 2022) im Département Côte-d’Or, Region Bourgogne-Franche-Comté. Die Gemeinde liegt knapp 50 km nordwestlich von Dijon, am östlichen Rande des Brenne-Tals nahe Venarey-les-Laumes. Nach archäologischen, geographischen und linguistischen Forschungsergebnissen dürfte sich hier das antike Alesia befunden haben.

## Geschichte
Nachdem Julius Caesar in der Schlacht um Alesia die von Vercingetorix verteidigte gallische Festung Alesia erobert hatte, blieb dieses Oppidum, im Gegensatz zu vielen anderen, weiterhin besiedelt. Erst im Frühmittelalter wurde es aufgegeben. Ein im Jahr 1909 entdeckter spätantiker Depotfund, der Schatz von Alise-Sainte-Reine, befindet sich im Museum Alesia.
Im Laufe der Zeit entstanden in der Umgebung wieder neue Siedlungen. Die größte davon ist das heutige Alise-Sainte-Reine im Südwesten des Mont Auxois.
Der Name Alise ist vermutlich auf die alte Bezeichnung Alesia zurückzuführen, bekannt ist hier ebenfalls eine lokale burgundische Gottheit namens Alisanus. Der Name Sainte Reine (= deutsch „Heilige Regina“) geht zurück auf eine junge Frau namens Reine, die hier geboren wurde und am Ende des 3. Jahrhunderts mit 15 Jahren den Märtyrertod erlitt. Heute liegt sie hier begraben und ist die Schutzpatronin der Gemeinde. Nach einer Tradition, die auf das Jahr 866 zurückgehen soll, wird jährlich am letzten Augustwochenende ein Weihespiel für sie aufgeführt.
Ende Juli wird in Alise-Sainte-Reine das Festival für moderne Musik Nuits Péplum d’Alésia abgehalten.
Der Kanonikus und Politiker Félix Kir wurde 1876 im Ort geboren; er war Mitglied der Résistance und von 1953 bis 1967 Alterspräsident der französischen Nationalversammlung. Nach seinem Lieblings-Apéritif (Weißwein mit einem Schuss Crème de Cassis) ist das Weinmischgetränk Kir benannt.

## Bevölkerungsentwicklung
| Jahr                       | 1962 | 1968 | 1975 | 1982 | 1990 | 1999 | 2007 | 2016 |
| Einwohner                  | 699  | 755  | 707  | 717  | 667  | 674  | 660  | 586  |
| Quellen: Cassini und INSEE |      |      |      |      |      |      |      |      |

## Sehenswürdigkeiten
- Von einem Tempel, heute Croix-Saint-Charles genannt, sind noch Überreste der Säulen, das oktogonale innere Heiligtum mit Nebenräumen und einer Krypta, sowie etliche noch nicht identifizierte quadratische Mauerreste erhalten. Hier sind für die Heilgottheit Moritasgus einige Votivgaben und drei Weiheinschriften gefunden worden, in denen er zusammen mit dem Gott Apollon genannt ist. Die dritte Inschrift nennt außerdem die Göttin Damona als seine Gefährtin.
- Die Kirche St-Léger aus dem 13. Jahrhundert ist zum Teil mit Steinen aus den Mauern von Alesia gebaut worden.
- Eine von Kaiser Napoleon III. 1865 in Auftrag gegebene Kolossalstatue von Vercingetorix auf dem Mont Auxois trägt die Gesichtszüge des Kaisers. Erbaut wurde sie von Aimé Millet (Bildhauer) und Eugène Viollet-le-Duc (Architekt).[2]
- An die römischen Eroberungen erinnert der MuséoParc Alésia mit dem 2012 eröffneten Centre d’interprétation de la bataille d’Alésia, einem Rundbau mit 52 m Durchmesser und 1200 m² Fläche.
- Der Archäologiepark Site archéologique d’Alésia sollte 2016 mit dem MuséoParc zu einer Gesamtfläche von 7000 ha zusammengeschlossen werden. Hier wurden in einem Heiligtum Statuen der Gottheiten Bergusia und Ucuetis aufgefunden.

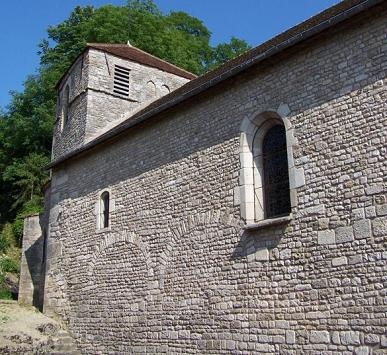
Kirche Saint-Léger
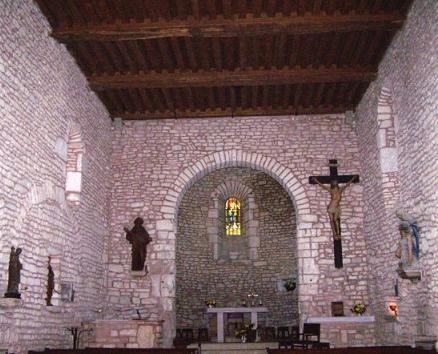
Kirchen-Innenraum
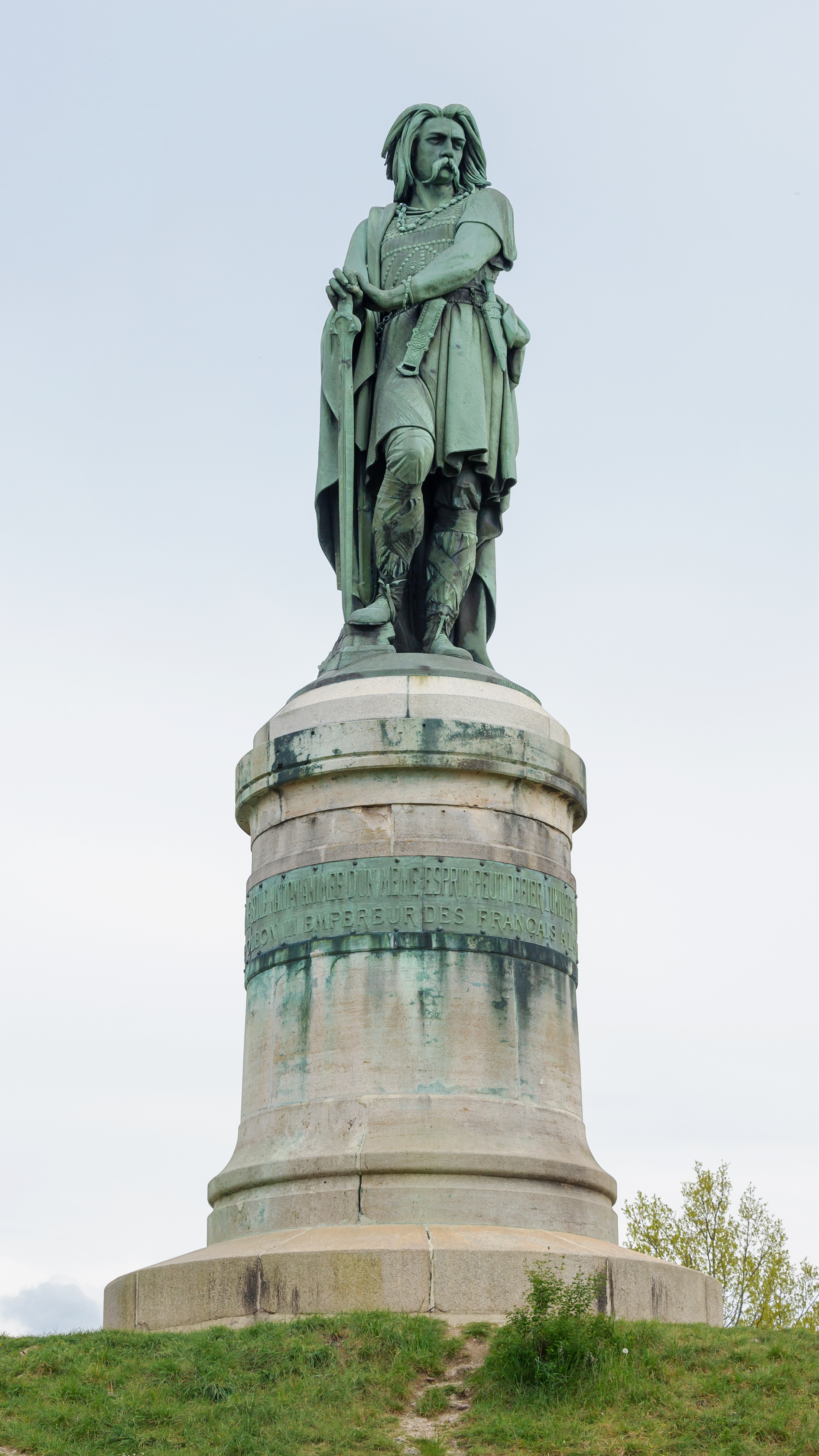
Vercingetorix-Standbild
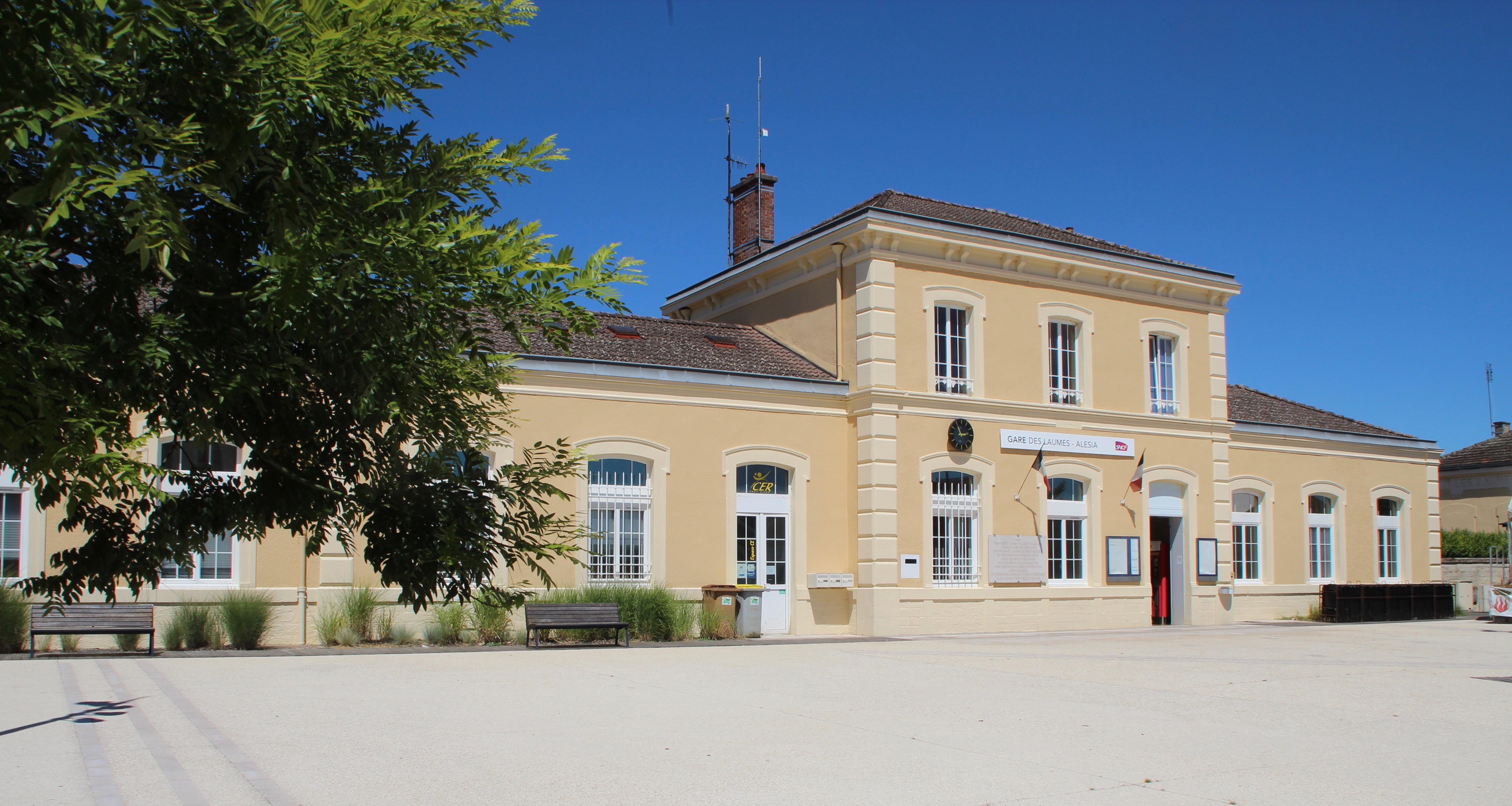
Bahnhof Venarey-les-Laumes-Alésia